# Ocoapa
Ocoapa es una localidad del estado mexicano de Guerrero. Es parte del municipio de Copanatoyac.

## Toponimia
El nombre «Ocoapa» proviene de los términos en náhuatl: ocotl, ocote; apan, río. Su significado es «Río de los ocotes».

## Demografía
| Gráfica de evolución demográfica |
|                                  |

| Censo | Población |
| ----- | --------- |
| 1900  | 351       |
| 1910  | 385       |
| 1921  | 460       |
| 1930  | 500       |
| 1940  | 622       |
| 1950  | 878       |
| 1960  | 1 111     |
| 1970  | 806       |
| 1980  | 715       |
| 1990  | 904       |
| 2000  | 855       |
| 2010  | 1 014     |
| 2020  | 1 227     |